# 바겔라 왕조
바겔라 왕조는 13세기에 돌카를 수도로 삼고 인도의 구자라트 왕국을 지배했던 왕조이다. 그들은 무슬림이 그 지역을 정복하기 전에 구자라트를 통치했던 마지막 힌두교 왕조였다. 그들은 라지푸트의 바겔라 씨족에 속했다.
바겔라 가문의 초기 구성원들은 12세기에 차울루키아 왕조를 섬겼고, 그 왕조의 분파라고 주장했다. 13세기, 약한 차울루키아 왕 비마 2세의 통치 기간 동안, 바겔라 가문은 비록 명목상으로는 차울루키아의 종주권을 계속 인정했지만, 바젤라 장군 라바나프라사다와 그의 아들 비라다발라는 왕국에서 많은 권력을 얻었다. 1240년대 중반, 비라다발라의 아들 비살라데바가 구자라트 왕위를 찬탈했고, 그의 후계자들은 1304년에 카르나 바겔라가 델리 술탄국의 누스라트 칸에게 패배할 때까지 구자라트를 통치했다.